# Ian Grist
Ian Grist est un homme politique conservateur britannique né le 5 décembre 1938 et mort le 2 janvier 2002. Il est député à la Chambre des communes de 1974 à 1992.

## Biographie

### Origines
Ian Grist naît le 5 décembre 1938 à Southampton, dans le Hampshire. Il est scolarisé à l'école préparatoire de Hildersham House, à Broadstairs, puis à la Repton School (en) avant de décrocher une bourse pour étudier l'histoire au Jesus College de l'université d'Oxford.
Après ses études, Grist envisage une carrière dans l'administration coloniale de l'empire britannique. Il se rend ainsi au Cameroun méridional comme superviseur du référendum de 1961, puis travaille comme gérant pour la United Africa Company (en) au Nigeria de 1961 à 1963 avant de rentrer en métropole.

### Carrière politique
Dès 1956, Grist adhère à la branche d'Eastleigh des Young Conservatives (en), l'organisation de jeunesse du Parti conservateur. À son retour d'Afrique, il entre dans la hiérarchie du parti en tant que research and information officer chargé du pays de Galles, ayant lui-même un quart d'ascendance galloise. Il travaille au sein du Conservative Research Department (en) de 1970 à 1974.
Lors des élections générales de 1970, Grist est le candidat conservateur dans la circonscription galloise d'Aberavon, où il est battu de plus de 20 000 voix par le député sortant, le travailliste John Morris. Aux élections suivantes, en février 1974, il remporte le siège de Cardiff North, qu'il représente jusqu'à la réorganisation de la carte électorale de 1983. Il est ensuite député de Cardiff Central jusqu'en 1992.
Grist est opposé à la dévolution et milite en faveur du « non » lors du référendum de 1979 sur la création d'une assemblée galloise. Il est en revanche favorable à l'adhésion du Royaume-Uni à la Communauté économique européenne. Dans le domaine social, il se situe à gauche de la plupart des conservateurs, s'oppose à la privatisation de l'eau (en) et à la poll tax. Cela n'empêche pas Margaret Thatcher de le nommer sous-secrétaire d'État parlementaire pour le pays de Galles (en) en 1987. Il perd ce poste trois ans plus tard, le nouveau Premier ministre John Major n'ayant pas apprécié le soutien de Grist à son rival Michael Heseltine.

### Dernières années
Grist est battu par le candidat travailliste Jon Owen Jones (en) lors des élections de 1992, une défaite qui ne le surprend pas. Il préside l'autorité de santé du South Glamorgan de 1992 à 1996. Il meurt des suites d'un accident vasculaire cérébral le 2 janvier 2002, à l'âge de soixante-trois ans.